# Acacia basaltica
Acacia basaltica é uma espécie de leguminosa do gênero Acacia, pertencente à família Fabaceae.